# Albertijnen
De rooms-katholieke congregatie van de Albertijnen of Broeders van de Derde Orde van Sint-Franciscus, Dienaren van de Armen (Latijn: Congregatio Fratrum III Ordinis Sancti Francisci Pauperibus Servanium, afkorting: Alb.) werd in 1888 in Krakau gesticht door Albert Chmielowski (1845-1916), beter bekend als broeder Albert.